# Lachlania dencyanna
Lachlania dencyanna är en dagsländeart som beskrevs av Koss in Koss och Edmunds 1970. Lachlania dencyanna ingår i släktet Lachlania och familjen Oligoneuriidae. Inga underarter finns listade i Catalogue of Life.